# Nikola Kolarevic
Nikola Kolarevic, född 29 januari 2002, är en fransk roddare.

## Karriär
Vid U23-VM 2023 i Plovdiv tog Kolarevic brons i fyra utan styrman tillsammans med Armand Pfister, Florian Ludwig och Alistair Gicqueau. Vid EM 2025 i Plovdiv tog han brons i fyra utan styrman tillsammans med Armand Pfister, Valentin Onfroy och Téo Rayet.